# Okręg wyborczy województwo szczecińskie do Senatu Rzeczypospolitej Polskiej
Okręg wyborczy województwo szczecińskie do Senatu Rzeczypospolitej Polskiej obejmował w latach 1989–2001 obszar województwa szczecińskiego. Wybierano w nim 2 senatorów, przy czym w latach 1989–1991 obowiązywała zasada większości bezwzględnej, zaś w latach 1991–2001 większości względnej.
Powstał w 1989 wraz z przywróceniem instytucji Senatu. Zniesiony został w 2001, na jego obszarze utworzono nowy okręg nr 40.
Siedzibą okręgowej komisji wyborczej był Szczecin.

## Reprezentanci okręgu
| Rok  | Senator komitet wyborczy                                                     | Senator komitet wyborczy                        | Senator komitet wyborczy              | Senator komitet wyborczy                                          |
| ---- | ---------------------------------------------------------------------------- | ----------------------------------------------- | ------------------------------------- | ----------------------------------------------------------------- |
| 1989 |                                                                              | Edmund Bilicki                                  |                                       | Mieczysław Ustasiak                                               |
| 1991 |                                                                              | Jerzy Chmura Unia Demokratyczna                 |                                       | Józef Hałasa Niezależny Samorządny Związek Zawodowy „Solidarność” |
| 1993 |                                                                              | Bodo Engling Sojusz Lewicy Demokratycznej       |                                       | Tadeusz Rewaj Sojusz Lewicy Demokratycznej                        |
| 1995 |                                                                              | Artur Balazs KW Konwencja Szczecińska           |                                       | Tadeusz Rewaj Sojusz Lewicy Demokratycznej                        |
| 1997 | Marian Jurczyk KW Mariana Jurczyka Kandydata na Senatora Ziemi Szczecińskiej |                                                 | Jacek Sauk Akcja Wyborcza Solidarność |                                                                   |
| 2000 |                                                                              | Zbigniew Zychowicz Sojusz Lewicy Demokratycznej | Jacek Sauk Akcja Wyborcza Solidarność |                                                                   |
| 2001 | okręg zniesiony, patrz okręg nr 40                                           | okręg zniesiony, patrz okręg nr 40              | okręg zniesiony, patrz okręg nr 40    | okręg zniesiony, patrz okręg nr 40                                |

## Wyniki wyborów
Symbolem „●” oznaczono senatorów ubiegających się o reelekcję.

### Wybory parlamentarne 1989
| Kandydat                                                          | Głosów  | %     |
| ----------------------------------------------------------------- | ------- | ----- |
| Edmund Bilicki                                                    | 232 112 | 60,99 |
| Mieczysław Ustasiak                                               | 230 371 | 60,54 |
| Ryszard Karger                                                    | 92 935  | 24,42 |
| Władysław Radziun                                                 | 75 709  | 19,89 |
| Stanisław Kocjan                                                  | 13 766  | 3,62  |
| Jerzy Zaniemojski                                                 | 11 151  | 2,93  |
| Wacław Jakubowski                                                 | 9745    | 2,56  |
| Bernarda Nawara                                                   | 9480    | 2,49  |
| Jan Horodnicki                                                    | 8264    | 2,17  |
| Roman Mroczkowski                                                 | 6604    | 1,74  |
| Krzysztof Puc                                                     | 4725    | 1,24  |
| Mieczysław Załuga                                                 | 4248    | 1,12  |
| Liczba głosów ważnych: 380 556 Źródło: Państwowa Komisja Wyborcza |         |       |

### Wybory parlamentarne 1991
| Kandydat                                              | Kandydat              | Komitet wyborczy                                     | Głosów |
| ----------------------------------------------------- | --------------------- | ---------------------------------------------------- | ------ |
|                                                       | Jerzy Chmura          | Unia Demokratyczna                                   | 71 018 |
|                                                       | Józef Hałasa          | Niezależny Samorządny Związek Zawodowy „Solidarność” | 57 926 |
|                                                       | Wiesław Jaszczyński   | Unia Demokratyczna                                   | 57 225 |
|                                                       | Mieczysław Ustasiak●  | Wyborcza Akcja Katolicka                             | 56 712 |
|                                                       | Wojciech Jasiński     | Konfederacja Polski Niepodległej                     | 50 891 |
|                                                       | Juliusz Prandecki     | Konfederacja Polski Niepodległej                     | 45 329 |
|                                                       | Ewaryst Waligórski    | Kongres Liberalno-Demokratyczny                      | 38 229 |
|                                                       | Maciej Jarmusz        | Porozumienie Ludowe                                  | 37 657 |
|                                                       | Zbigniew Skirmuntt    | Partia X                                             | 37 612 |
|                                                       | Bartłomiej Sochański  | Kongres Liberalno-Demokratyczny                      | 28 075 |
|                                                       | Juliusz Rutkowski     | Stronnictwo Demokratyczne                            | 18 992 |
|                                                       | Mieczysław Szymczak   | Chrześcijańska Demokracja                            | 17 677 |
|                                                       | Stanisław Stankiewicz | Stronnictwo Demokratyczne                            | 13 970 |
| Frekwencja: 42,18% Źródło: Państwowa Komisja Wyborcza |                       |                                                      |        |

### Wybory parlamentarne 1993
| Kandydat                                              | Kandydat            | Komitet wyborczy                                                                    | Głosów |
| ----------------------------------------------------- | ------------------- | ----------------------------------------------------------------------------------- | ------ |
|                                                       | Bodo Engling        | Sojusz Lewicy Demokratycznej                                                        | 75 437 |
|                                                       | Tadeusz Rewaj       | Sojusz Lewicy Demokratycznej                                                        | 73 729 |
|                                                       | Jerzy Chmura●       | Unia Demokratyczna                                                                  | 64 292 |
|                                                       | Wiesław Jaszczyński | Unia Pracy                                                                          | 60 551 |
|                                                       | Sławomir Głowacki   | Konfederacja Polski Niepodległej                                                    | 46 331 |
|                                                       | Józef Jakubowski    | Polskie Stronnictwo Ludowe                                                          | 40 350 |
|                                                       | Franciszek Łuczko   | Niezależny Samorządny Związek Zawodowy „Solidarność”                                | 39 432 |
|                                                       | Wojciech Żebrowski  | Bezpartyjny Blok Wspierania Reform                                                  | 38 669 |
|                                                       | Bogumiła Dawidowicz | KW „Niepełnosprawni Są Wśród Nas”                                                   | 35 130 |
|                                                       | Jerzy Stopa         | Niezależny Samorządny Związek Zawodowy „Solidarność”                                | 32 024 |
|                                                       | Mieczysław Ustasiak | Zjednoczenie Chrześcijańsko-Narodowe                                                | 28 865 |
|                                                       | Paweł Dmytrenko     | Bezpartyjny Blok Wspierania Reform                                                  | 23 801 |
|                                                       | Jan Otto            | „Zjednoczenie Polskie”                                                              | 21 456 |
|                                                       | Franciszek Fudala   | KW „ZDROWIE-WIEDZA-SUKCES”                                                          | 16 835 |
|                                                       | Tadeusz Mieczkowski | KW Towarzystwa Krzewienia Kultury Fizycznej oraz Kresowych Żołnierzy Armii Krajowej | 15 407 |
|                                                       | Przemysław Kawalec  | Ojczyzna – Lista Polska                                                             | 13 370 |
|                                                       | Kazimierz Stranc    | Stronnictwo Demokratyczne                                                           | 9577   |
| Frekwencja: 51,09% Źródło: Państwowa Komisja Wyborcza |                     |                                                                                     |        |

### Wybory uzupełniające 1995
Głosowanie odbyło się z powodu zrzeczenia się mandatu przez Bodo Englinga.
| Kandydat                                             | Kandydat                 | Komitet wyborczy                            | Głosów |
| ---------------------------------------------------- | ------------------------ | ------------------------------------------- | ------ |
|                                                      | Artur Balazs             | KW Konwencja Szczecińska                    | 34 159 |
|                                                      | Bogusław Liberadzki      | Sojusz Lewicy Demokratycznej                | 23 071 |
|                                                      | Lech Pruchno-Wróblewski  | Prawicowy KW w Województwie Szczecińskim    | 9135   |
|                                                      | Piotr Baumgart-Turkowiak | Prawicowy KW Ziemi Szczecińskiej „Sumienie” | 2986   |
| Frekwencja: 9,92% Źródło: Państwowa Komisja Wyborcza |                          |                                             |        |

### Wybory parlamentarne 1997
| Kandydat                                              | Kandydat           | Komitet wyborczy                                              | Głosów  |
| ----------------------------------------------------- | ------------------ | ------------------------------------------------------------- | ------- |
|                                                       | Marian Jurczyk     | KW Mariana Jurczyka Kandydata na Senatora Ziemi Szczecińskiej | 124 897 |
|                                                       | Jacek Sauk         | Akcja Wyborcza Solidarność                                    | 104 949 |
|                                                       | Arkadiusz Kawęcki  | Sojusz Lewicy Demokratycznej                                  | 99 403  |
|                                                       | Tadeusz Rewaj●     | Sojusz Lewicy Demokratycznej                                  | 94 208  |
|                                                       | Grzegorz Jankowski | Unia Wolności                                                 | 89 451  |
|                                                       | Jan Oczkowski      | Krajowa Partia Emerytów i Rencistów                           | 34 360  |
|                                                       | Waldemar Derysz    | Unia Prawicy Rzeczypospolitej                                 | 22 124  |
|                                                       | Janusz Chudzyński  | Blok dla Polski                                               | 18 062  |
| Frekwencja: 45,17% Źródło: Państwowa Komisja Wyborcza |                    |                                                               |         |

### Wybory uzupełniające 2000
Głosowanie odbyło się z powodu orzeczenia Sądu Apelacyjnego w Warszawie o złożeniu przez Mariana Jurczyka niezgodnego z prawdą oświadczenia lustracyjnego.
| Kandydat                                             | Kandydat           | Komitet wyborczy                   | Głosów |
| ---------------------------------------------------- | ------------------ | ---------------------------------- | ------ |
|                                                      | Zbigniew Zychowicz | Sojusz Lewicy Demokratycznej       | 26 034 |
|                                                      | Marek Tałasiewicz  | KWW Szczecińska Konwencja Wyborcza | 16 887 |
|                                                      | Stefan Oleszczuk   | Unia Polityki Realnej              | 2099   |
|                                                      | Maciej Kopeć       | KWW Ojczyzna                       | 2057   |
|                                                      | Zenon Iwaszkiewicz | KWW Zenona Iwaszkiewicza           | 1195   |
| Frekwencja: 6,66% Źródło: Państwowa Komisja Wyborcza |                    |                                    |        |